# Prionopetalum leviceps
Prionopetalum leviceps är en mångfotingart som beskrevs av Carl Graf Attems 1910. Prionopetalum leviceps ingår i släktet Prionopetalum och familjen Odontopygidae. Inga underarter finns listade i Catalogue of Life.